# Linares (Xaém)
Linares é um município da Espanha na província de Xaém, comunidade autónoma da Andaluzia, de área 195,1 km² com população de 62347 habitantes (2007) e densidade populacional de 300,24 hab/km².

## Demografia
| Variação demográfica do município entre 1991 e 2004 | Variação demográfica do município entre 1991 e 2004 | Variação demográfica do município entre 1991 e 2004 | Variação demográfica do município entre 1991 e 2004 |
| --------------------------------------------------- | --------------------------------------------------- | --------------------------------------------------- | --------------------------------------------------- |
| 1991                                                | 1996                                                | 2001                                                | 2004                                                |
| 59249                                               | 60222                                               | 57578                                               | 59096                                               |

## Gastronomia
O prato típico de Linares são os Caracolillos en caldo, caracóis servidos num caldo picante (graças à cayena ou à guindilla), com um toque de hortelã-pimenta.

Os caracóis pequenos em caldo são um clássico também das cidades vizinhas Úbeda e Baeza e, em general, de toda a província de Xaém, que tem fama de grande consumidora deste molusco.